# Koun sa
Koun sa (고운사 Klasztor Samotnego Obłoku) – koreański klasztor.

## Historia klasztoru
Klasztor został wybudowany przez wybitnego mnicha Ŭisanga (625-702) na górze Tŭng'un, w dość odosobnionej dolinie. Pierwotnie klasztor był znany pod tą samą nazwą, mającą jednak inne znaczenie - Wysoki Obłok. Ta zmiana znaczenia nastąpiła po jego odnowieniu przez Choi Chiwona, który znany był jako Koun. Gdy Pusok - główny klasztor szkoły hwaŏm - zaczął podupadać, jego miejsce zajął właśnie Koun, który ostatecznie rozrósł się do potężnego klasztoru składającego się z ok. 360 budynków.
Klasztor odnawiano w okresie Koryŏ dwukrotnie - najpierw w 948 roku a następnie w roku 1018.
W czasie japońskiej inwazji na Koreę w latach 1592-1598, klasztor ocalał, mimo że był wykorzystywany jako wysunięta baza mnisich partyzantów prowadzonych przez mistrza sŏn Sŏsana Taesę (1520–1604) i jego ucznia Samyŏnga Yujŏnga (1543–1610).
Mimo szczęśliwego ocalenia klasztoru w czasie inwazji japońskiej, nie uniknął on tragicznego pożaru w 1835 roku, który strawił prawdopodobnie wszystkie budynki. Mimo tego zdecydowano się na jego obudowę. W latach 70. XX wieku kolejny pożar zniszczył kilka budynków, które także zostały odrestaurowane.

## Znane obiekty
- Sŏkjo Sŏkgayŏrae Jwasang (buddyjski posąg - Narodowy Skarb nr 246)
- Budynek Yŏnsujŏn jest unikatowym budynkiem, gdyż został wybudowany jako przechowalnia Ŏchŏp (genealogicznych rejestrów królewskich rodzin) w 1774 roku. Jego styl jest konfucjański, a nie buddyjski jak reszta budynków klasztoru.
- trzykondygnacyjna pagoda

## Adres klasztoru
- 115 Gugye-ri, Danchon-myeon, Euiseong, Gyeongsangbuk-do, Korea Południowa